# Ашанті (родовище)
Ашанті (Ashanti) — родовище золота в Гані. Розроблялося в древні часи. Повторно розробка розпочата в 1905 р. Нині родовище розробляє ганська компанія Ashanti Goldfields Corporation.

## Характеристика
Розташоване в межах нижньопротерозойського Бірімського складчастого поясу Західно-Африканської золотоносної провінції. Родов. за походженням гідротермальне. Рудні тіла — кварцові жили, укладені в темно-сірих філітах з тонкими прошарками граувак. Найбільша жила (Обуасі) має по простяганню 370 м, при потужності 3-7 м, з кутами падіння 65-70о. З рудних мінералів, крім золота, присутні пірит, арсенопірит, сфалерит, галеніт.

## Технологія розробки
Глибина шахти бл. 2 тис. м, щорічний видобуток золота 7-8 т.